# Justo Villar
Justo Wilmar Villar Viveros (* 30. června 1977) je paraguayský fotbalový brankář který hraje od roku 2013 v paraguayském klubu Club Nacional. Mnoholetý reprezentant Paraguaye, přesáhl již 100 zápasů v národním dresu. Je držitelem ocenění Fotbalista roku v Paraguayi za rok 2004.

## Klubová kariéra
Zkušený gólman, který v letech 1998–2004 působil v paraguayském klubu Libertad, následně mezi lety 2004 a 2008 si udělal jméno v argentinském Newell's Old Boys, pak odešel do španělského Valladolidu. V červenci 2011 se vrátil do Jižní Ameriky a podepsal tříletý kontrakt s argentinským klubem Estudiantes de La Plata.

## Reprezentační kariéra
Od roku 1999 je členem národního týmu Paraguaye. Debutoval 3. března 1999 v přátelském utkání s domácí Guatemalou (výhra Paraguaye 3:2).